# Николай Николов (волейболист)
Вижте пояснителната страница за други личности с името Николай Николов.
Николай Николов е български волейболист, играч от Мъжки национален отбор по волейбол на България, заема поста на централен блокировач. Роден е в град Карнобат.

## Биография

### Състезателна кариера
Започва кариерата си през 2006 г. в Лукойл (Бургас) Играе за Лукойл (Бургас). През 2009 г. преминава в ЦСКА (София). През 2010 г. подписа с Тоно Калипо Вибо Валентия (Италия). Договорът му бе прекратен през 2012 г. През 2013 – 2014 г. играе в иранския Матин (Варамин). . През 2014 г. се състезава за Шахрдари (Урмия), а от 2015 преминава в Пайкан (Техеран). 
През 2016 г. се завръща в ЦСКА (София), но остава там само до октомври, когато подписва с Енисей (Красноярск, Русия). Престоят му там е кратък и в началото на 2017 г. се завръща в България, като се включва в бургаския Нефтохимик с когото става шампион на България за 2017 г. През 2017 – 2018 г. играе в руския гранд Белогорие (Белгород), с които печели купата на ЦЕВ. През 2018 г. преминава в португалския Спортинг (Лисабон). През 2019 г. се завръща в ВК Нефтохимик 2010 (Бургас).
През 2012 г. за първи път участва на олимпийски игри, където отборът заема 4-то място.
През 2015 г. участва в първите европейски олимпийски игри в Баку (Азербайджан), където достига до сребърно отличие.

## Титли и награди
- 3 място СК 2007;
- 3 място ЕП 2009;
- 2 място на Европейските игри 2015;
- Шампион на България с Нефтохимик 2017;
- Носител на купата на ЦЕВ 2018.